# Young Rebel Set
Young Rebel Set ist eine britische Folk-Band aus Stockton-on-Tees.

## Geschichte
2008 lernte Sänger Matthew Chipchase, der schon zuvor Musik geschrieben und aufgenommen hatte und auf der Suche nach musikalischer Unterstützung war, die beiden Brüderpaare Mark und Luke Evans sowie Andrew und Chris Parmley, die bereits vorher zusammen Musik gemacht hatten, in einer Kneipe in Stockton-on-Tees kennen. Innerhalb kürzester Zeit kam es zur Gründung der Gruppe und zu ersten kleineren Auftritten. Mit dem gemeinsamen Freund David Coombe und dem Produzenten der ersten Aufnahmen Paddy Jordan komplettierte sich die siebenköpfige Band.
Im August 2009 veröffentlichte Young Rebel Set auf dem bandeigenen Label Our Broadcast die erste Single If I Was. Die britische Musikpresse und diverse Radiosender reagierten begeistert. Der NME bezeichnete die Musik als lebensbejahenden Hemdsärmelrock und erfand eigens für die Band das neue Genre Graft-Rock, für The Guardian war Young Rebel Set roh und wahrhaftig.
Thees Uhlmann (Mitbegründer des Hamburger Indie-Labels Grand Hotel van Cleef) entdeckte die Band 2009 im Internet und fuhr daraufhin zu einem Konzert in Newcastle, wo er die Band kennenlernte. Uhlmann organisierte einige Live-Auftritte in Deutschland und nahm Young Rebel Set für Deutschland, Österreich und die Schweiz unter Vertrag. In Großbritannien stand die Band zunächst bei Ignition Records unter Vertrag.
Obwohl bis dahin noch kein Album veröffentlicht worden war, waren die Konzerte der ersten Deutschlandtour Anfang 2010 äußerst gut besucht. Im August 2010 veröffentlichte Grand Hotel van Cleef die 12″ Mini-LP Young Rebel Set, die die acht Lieder der drei bis dato ausschließlich als Download oder auf Vinyl erschienenen Singles enthält. Im Dezember 2010 traten die Briten beim Fest van Cleef erneut in Deutschland auf.
Im November 2010 wurde die Single Measure of a Man als Vorbote für das für den Frühling 2011 angekündigte Debütalbum veröffentlicht. Das Album Curse Our Love erschien im Mai 2011. Vorab war die Single Lion’s Mouth ausgekoppelt worden. Im Juni folgte eine erneute Tour, die auch Auftritte auf den Festivals Hurricane und Southside beinhaltete.
Das zweite Album Crocodile wurde im September 2013 veröffentlicht, nachdem zuvor bereits die Vorabsingle The Lash of the Whip erschienen war. Das Album stieg auf Platz 88 der deutschen Albumcharts ein. Es war in Schottland mit dem Produzenten Paul Savage aufgenommen worden. Es folgten ausgedehnte Touren durch Europa. Im März 2014 wurde die zweite Single Tuned Transmission veröffentlicht. Im April folgte die Videopremiere der nächsten  Single, Yesca & The Fear. 
2015 kündigt die Band auf Facebook eine längere Pause an. Sänger Matthew Chipchase trat im folgenden Jahr solo als Matt Wilde auf. Daneben sang Chipchase ab 2017 auch in einem Band-Projekt namens We Tibetans, an dem zeitweise auch Luke und Mark Evans beteiligt waren, das sich aber nach ein paar Auftritten wieder auflöste. Luke und Mark Evans und Chris und Andrew Parmley spielten in der Zeit zudem zusammen als Coverband Hits der 60er unter dem Namen The Phat Tyrties (u. a. auch im Rahmen des Fests zum 15. Geburtstag von Grand Hotel van Cleef im August 2017 im Hamburger Knust). Im Oktober 2019 war Young Rebel Set wieder gemeinsam auf Tour in Deutschland. Für den Januar 2020 waren sie für Auftritte in Berlin und Hamburg gebucht.
Die Band gab am 2. Dezember 2019 den Tod des Sängers Matthew Chipchase bekannt. Eine Untersuchung ergab Selbsttötung. Er wurde 35 Jahre alt und hinterlässt eine Frau und zwei Kinder.
Der Young-Rebel-Set-Schlagzeuger Luke Evans übernahm 2021 den Part des Leadsängers bei der Band We Tibetans, die sich aus ehemaligen Mitgliedern des Bandprojekts von 2017 neu gegründet hatte. Im Januar 2025 gab die Plattenfirma Grand Hotel van Cleef bekannt, dass Young Rebel Set im September 2025 nach neun Jahren wieder auf Tour nach Deutschland kommen wird. Die Lead-Vocals soll der Liverpooler Sänger Tom Blackwell übernehmen. Am 17. Juli 2025 veröffentlichte Young Rebel Set mit Anchorage die erste Single seit 2013 und die erste mit neuem Leadsänger. Der Song wurde noch von Matthew Chipchase 2012 geschrieben und einige Male von der Band live gespielt, wurde aber zuvor nie auf einer Platte veröffentlicht.

## Diskografie

### Alben und EPs
- Young Rebel Set (VÖ: 6. August 2010, GHvC)
- Curse Our Love (VÖ: 27. Mai 2011, GHvC)
- Crocodile (VÖ: 20. September 2013, GHvC)

### Singles
- If I Was (VÖ: 2. August 2009)
- Walk On (VÖ: 29. November 2009)
- Won’t Get Up Again (VÖ: 2. Mai 2010)
- Measure of a Man (VÖ: 14. November 2010)
- Lion’s Mouth (VÖ: 13. Mai 2011)
- The Lash of the Whip (VÖ: 9. August 2013)
- Anchorage (VÖ: 17. Juli 2025)[15]